# Demetriusz Kantakuzen
Demetriusz Kantakuzen (grec. Δημήτριος Καντακουζηνός) (zm. 1420) –  despota Morei w 1383 roku. 

## Życiorys
Był synem Mateusza Kantakuzena i Ireny Paleologiny.
W wyniku zabiegów cesarza Jana V Paleologa postanowiono w 1381 roku, że Teodor I Paleolog zastąpi jako władca Mistry Mateusza Kantakuzena. Rezygnacja z rządów nad Moreą przez Mateusza w 1383 roku miała zapewnić (pomimo prób przeciwdziałania) płynne przejście pod rządy Teodora. Panowanie Demetriusza było więc przejściowe. Był on władcą do czasu objęcia Morei władzą Paleologów. Jego dziećmi byli:
- Jerzy Paleolog Kantakuzen (ok. 1390–1456/59), obrońca Smedereva przed Węgrami w 1456 roku.
- Andronik Paleolog Kantakuzen (zm. 3/4 lipca 1453), wielki domestik cesarstwa bizantyńskiego
- Tomasz Kantakuzen (zm. 23 czerwca 1463 w Adrianopolu), dyplomata w służbie Jerzego I Brankovicza, despoty serbskiego
- Irena Kantakuzena (ur. ok. 1400, zm. 3 maja 1457), żona Jerzego I Brankovicza, despoty serbskiego
- Helena Kantakuzena, ostatnia cesarzowa Trapezuntu, żona Dawida II Komnena[1]
- córka wydana za króla Gruzji

Jego wnuk Manuel Kantakuzen w 1453 roku, krótko po upadku Konstantynopola, próbował przejąć władzę w Morei.